# Никола Велев
Никола Спиридонов Велев с псевдоним Бойко Спиров е български публицист и общественик, деец на македонската емиграция в България и в чужбина.

## Биография
Никола Велев е роден през 1897 година в София, в семейството на общественика Спиридон Велев от Крушево.
След Гарванското клане от 1923 година Димитър Спространов, Никола Велев и Кр. Манев изпращат изложение до 50 чуждестранни вестници, в което защитават българите от Македония. Никола Велев е назначен за съюзен организатор на Съюза на македонските студентски дружества в чужбина през 1925 година, член на Виенското дружество и същевременно резидент на ВМРО във Виена. Посветен е във Виенските преговори от 1924 година, на които се изготвя Майския манифест.
Във Виена Георги Занков го нарича:
| „ | едно - инак много добро момче, дясна ръка на генерал Протогеров и негов информатор от Виена. | “ |

През есента на 1926 година ръководи специализирана бойна и терористична група в Прага. След убийството на Протогеров през юли 1928 година симпатизира на протогеровистите. През 1929 година окончателно се установява в София. През 1934 година е поканен за учредяването на Временния национален комитет на македонските братства..
Умира през 1976 година.